# John Anderson (naturalista)
John Anderson FRS (Edimburgo, 4 ottobre 1833 – Buxton, 15 agosto 1900) è stato uno zoologo britannico, che operò in India.

## Biografia
Nacque a Edimburgo e si laureò in medicina all'università della stessa città nel 1861, con una tesi in zoologia. Inizialmente si dedicò allo studio degli organismi marini, a partire dagli esemplari rigettati dal mare sulle coste della Scozia, e pubblicò vari scritti su annali e riviste di storia naturale. Trascorse due anni a insegnare presso il Free Church College di Edimburgo, ma poi, nel 1864, partì per l'India.
Durante il tempo trascorso a Calcutta, sostenne la creazione del locale giardino zoologico. Nel 1865 divenne primo curatore del Museo Indiano di Calcutta e mantenne tale posizione fino al 1887, quando venne sostituito da James Wood-Mason. Durante il tempo trascorso in India, effettuò varie spedizioni alla ricerca di campioni naturalistici in Cina e Myanmar. Nel 1867 accompagnò il colonnello Edward Bosc Sladen come naturalista in una spedizione volta a esplorare le regioni settentrionali del Myanmar e lo Yunnan.
Dal 1875 al 1876 viaggiò nella stessa regione sotto il comando del colonnello Horace Browne. Anderson effettuò una terza spedizione per conto del Museo Indiano dal 1881 al 1882, visitando l'arcipelago di Mergui, in Myanmar.
Dopo il ritorno in Gran Bretagna, raccolse numerosi esemplari zoologici in Egitto, descritti nella sua opera Zoology of Egypt. Morì a Buxton, in Inghilterra.
Tra le specie a lui intitolate ricordiamo la Sacculina andersoni Giard, 1887, un cirripede parassita.

## Taxa classificati
| Anderson o J.Anderson è l'abbreviazione standard utilizzata per le specie animali descritte da John Anderson. Categoria:Taxa classificati da John Anderson |